# Cristina, l'Europa siamo noi (album)
Cristina, l'Europa siamo noi è un album di Cristina D'Avena pubblicato nel 1991 dall'etichetta discografica Five Record, si tratta della colonna sonora della serie televisiva omonima.

## Il disco
L'album ha venduto, approssimativamente, 80.000 copie.
Nel dicembre del 2010 l'album è stato ristampato per la seconda volta su CD all'interno del cofanetto Arriva Cristina Story, box da 4 dischi contenente le ristampe delle colonne sonore dei quattro telefilm di produzione italiana ispirati al personaggio di Cristina D'Avena.

## Tracce
Testi di Alessandra Valeri Manera, musiche di Carmelo Carucci.
1. L'Europa siamo noi
2. Esci dal tuo guscio
3. La solitudine
4. Chi lo sa che moda andrà
5. Parla coi tuoi genitori
6. I nonni ascoltano
7. W la mountain bike
8. Non voltarti di là
9. Primo amore
10. L'indifferenza
11. I nonni ascoltano (strumentale)
12. L'Europa siamo noi (strumentale)

## Formazione
- Carmelo Carucci – tastiera e pianoforte, produzione, arrangiamento
- Piero Cairo – programmazione
- Giorgio Cocilovo – chitarre
- Paolo Donnarumma – basso (tracce 1, 3-10)
- Lucio Fabbri – violino (traccia 8)
- Claudio Pascoli – sax (tracce 3-8), tromba (traccia 10)